# Пругасти пољски миш
Пругасти пољски миш или пругасти миш (лат. Apodemus agrarius) врста је из породице мишева (Muridae), распрострањена од средње Европе до источне Азије (Јапан, Тајван). Од станишта, преферира травнате површине (укључујући агроекосистеме) и шуме.
Одрасле јединке су дугачке до 140 mm са репом дужине до 90 mm. Маса одраслих јединки се креће до 49,5 g. За размножавање су пољски мишеви способни током целе године, најчешће се паре шест пута годишње. У просеку, легло садржи 6 младунаца.
У његовом телу може бити изолован један од вируса, изазивача мишје грознице, Добрава-Београд вирус.